# Tomáš Souček
Tomáš Souček (* 27. února 1995 Havlíčkův Brod) je český profesionální fotbalista, který hraje na pozici defenzivního záložníka za anglický klub West Ham United FC a za český národní tým.
V roce 2019 byl vyhlášen nejlepším hráčem Fortuna:Ligy za sezónu 2018/19. Dne 22. března 2020 byl vyhlášen Fotbalistou roku za rok 2019 a o rok později toto ocenění obhájil. Znovu jej získal za rok 2023.

## Klubová kariéra

### Slavia Praha
Souček začal svoji fotbalovou kariéru v rodném Havlíčkově Brodu, odkud v průběhu mládeže zamířil do pražské Slavie. Slovan Havlíčkův Brod následně po Součkově přestupu do West Hamu United v roce 2020 získal 1,5 milionu liber, což pokrylo jeho provozní náklady na dalších deset let.
V roce 2014, už jako mládežnický reprezentant, se Souček propracoval do prvního mužstva pražského klubu. V sezóně 2013/14 se několikrát objevil na lavičce náhradníků, do hry se ale nedostal.

#### Viktoria Žižkov (hostování)
V únoru 2015, před startem jarní částí sezony 2014/15, odešel na půlroční hostování do druholigové Viktorie Žižkov. Dne 8. března 2015 si odbyl svůj debut, když se objevil v základní sestavě trenéra Jindřicha Trpišovského v ligovém utkání proti Zlínu. Ve zbytku sezóny Souček nechyběl v základní jedenáctce, nastoupil dohromady do 14 soutěžních utkání na pozici defensivního záložníka a pomohl Žižkovu ke konečné čtvrté příčce.

#### Sezóna 2015/16
Po návratu z hostování debutoval Souček v dresu Slavie 24. července 2015, kdy odehrál celé utkání prvního kola proti Viktorii Plzeň. Během podzimní části sezóny se Souček stal stabilním členem sestavy trenéra Dušana Uhrina mladšího. 16. srpna vstřelil Souček svůj první gól v kariéře, a to při ligové výhře 4:0 nad Jihlavou.
Dne 28. února 2016 vstřelil v ligovém zápase proti Baníku Ostrava hattrick a rozhodl o výhře Slavie 3:1. 11. března rozhodl o dalším vítězství pražského klubu, tentokráte vstřelil jedinou branku utkání proti Zlínu. V sezóně 2015/16 odehrál Souček 31 soutěžních zápasů, v nichž vstřelil sedm branek. V anketě Objev sezóny skončil na druhé příčce za útočníkem Bohemians 1905 Patrikem Schickem.

#### Sezóna 2016/17
Dne 14. července 2016 debutoval Souček v evropských pohárech, a to při prohře 1:3 ve druhém předkole Evropské ligy na půdě estonského klubu Levadia Tallin. S pražským klubem nakonec Souček došel až do čtvrtého předkola, ve kterém Slavia nestačila na belgický Anderlecht. Na ligové scéně Souček v průběhu podzimu 2016 ztratil místo v základní sestavě, na pozici defensivního záložníka začala nastupovat nová kamerunská posila, Michael Ngadeu-Ngadjui. I přesto byl Souček v listopadu 2016 poprvé povolán do české reprezentace. Ve slavistickém dresu odehrál Souček na podzim 13 soutěžních utkání, následně odešel na hostování do Liberce. V létě 2017 mu byl udělen, jakožto kmenovému hráči Slavie, ligový titul; pražský celek vyhrál ligu po dlouhých osmi letech.

#### Slovan Liberec (hostování)
V únoru 2017 odešel na půlroční hostování do Slovanu Liberec, kde se opět sešel s trenérem Trpišovským, který jej vedl ve Viktorii Žižkov. Souček v libereckém dresu debutoval 20. února, kdy odehrál celé ligové utkání proti Zlínu. Ve zbytku sezóny vynechal pouze dvě ligová utkání, nastoupil dohromady do 13 soutěžních zápasů a pomohl Liberci ke konečné deváté příčce.

#### Sezóna 2017/18
Po Mistrovství Evropy do 21 let se Souček vrátil do pražské Slavie. 23. srpna odehrál celé odvetné utkání čtvrtého předkola Ligy mistrů proti APOELu, zápas skončil bezbrankovou remízou a po úvodní prohře 0:2 Slavia nepostoupila do základní skupiny milionářské soutěže, zahrála si tak ve skupinové fázi Evropské ligy. Souček se během podzimu stal opět členem základní sestavy trenéra Jaroslava Šilhavého a místo v sestavě si udržel i po příchodu trenéra Jindřicha Trpišovského v lednu 2018. 22. dubna vedl Slavii v lize poprvé jako kapitán, a to při bezbrankové ligové remíze se Sigmou Olomouc. 9. května odehrál celé finálové utkání českého poháru proti Jablonci a svým výkonem přispěl k výhře 3:1 a k zisku pohárové trofeje. Dohromady v sezóně 2017/18 nastoupil do 39 soutěžních utkání, ve kterých vstřelil tři branky a pomohl Slavii ke konečné druhé příčce v lize. V létě 2018 o jeho služby stálo několik italských klubů včetně Atalanty Bergamo či Fiorentiny.

#### Sezóna 2018/19
Souček se i přes zájem klubů v zahraničí rozhodl zůstat v pražském klubu. 14. srpna se Slavií nestačil na ukrajinský klub Dynamo Kyjev ve třetím předkole Ligy mistrů, a opět si tak zahrál základní skupinu Evropské ligy. 1. září Souček dvěma brankami rozhodl o překvapivé výhře 4:0 nad Viktorií Plzeň. 4. listopadu se Souček střelecky prosadil při remíze 2:2 v derby s pražskou Spartou. Během podzimní části sezóny vedl Souček Slavii několikrát jako kapitán, a to i v zápasech Evropské ligy. Slavia dokázala postoupit z náročné skupiny z druhého místa do jarní vyřazovací fáze.
Dne 7. března 2019 vedl Souček pražský celek jako kapitán do úvodního duelu osmifinále Evropské ligy proti španělské Seville. O týden později se v odvetném utkání gólem a asistencí podílel na šokujícím postupu Slavie do další fáze po výsledcích 2:2 a 4:3 po prodloužení. 18. dubna jako kapitán vstřelil Souček jednu branku a asistoval na další dvě v odvetném čtvrtfinálovém duelu proti londýnské Chelsea, prohře 3:4 a vypadnutí z pohárové Evropy však zabránit nedokázal. I přesto byl se Souček objevil v ideální sestavě Evropské ligy. 24. dubna se Souček dvěma brankami výrazně podílel na výhře 3:0 v semifinále českého poháru nad pražskou Spartou. 19. května se Slavia po remíze 0:0 na půdě Baníku Ostrava radovala z ligového titulu. O tři dny později gólem pomohl k výhře 2:0 nad Baníkem Ostrava ve finále MOL Cupu, a tak mohl se Slavií slavit zisk domácího double po 77 letech. V sezóně 2018/19 nastoupil Souček dohromady do 49 soutěžních utkání, vstřelil 18 branek a přidal 9 asistencí. Za své výkony byl odměněn vítězstvím v anketě pro nejlepšího hráče sezony první ligy. V létě 2019 byl předmětem přestupových spekulací, o jeho služby mělo zájem například turecké Fenerbahçe. Souček se však rozhodl podepsat se Slavií novou pětiletou smlouvu.

#### Sezóna 2019/20
Po prodloužení smlouvy v létě 2019 se Souček stal novým slavistickým kapitánem. 6. července se dvěma brankami podílel na výhře 3:0 v česko-slovenském superpoháru proti Spartaku Trnava. 28. srpna 2019 postoupil se Slavií, po dvou výhrách nad rumunskou Kluží, do základní skupiny Ligy mistrů, ve které se střetla s Interem Milán, Borussií Dortmund a Barcelonou. 27. listopadu se Souček střelecky prosadil při prohře 1:3 s Interem Milán a o dva týdny později skóroval při prohře 1:2 na půdě Borussie Dortmund. Po podzimní části sezóny měl Souček na svém kontě 12 branek a 3 asistence ve 26 soutěžních utkáních. V prosinci 2019 vyhrál podzimní část Zlatého míče České republiky před druhým brankářem Tomášem Vaclíkem ze Sevilly. Souček v lednu 2020 Slavii opustil, v létě 2020 mu však byl připsán další titul s pražským klubem, protože odehrál podzimní část sezóny 2019/20. Ve slavistickém dresu Souček odehrál 158 soutěžních utkání, v nichž vstřelil 40 branek a přidal 14 asistencí.

### West Ham United

#### Sezóna 2019/20
Souček dne 29. ledna 2020 odešel do anglického West Hamu United na půlroční hostování s opcí na trvalý přestup, pokud se Hammers udrží v Premier League.
V klubu debutoval 1. února 2020, když nastoupil v základní sestavě zápasu proti Brightonu. V březnu byl poprvé v kariéře zvolen českým Fotbalistou roku. 1. července vstřelil první gól v dresu West Hamu, a to když pomohl k výhře 3:2 nad londýnskou Chelsea. V následujícím ligovém zápase se Souček opět střelecky prosadil, tentokrát do sítě Newcastlu United při remíze 2:2. V jarní části sezóny 2019/20 odehrál 13 zápasů v Premier League, ve kterých vstřelil 3 branky, a pomohl West Hamu k udržení se v nejvyšší soutěži. V jarní části byl podle trenéra Davida Moyese jedním ze zásadních hráčů a výrazně napomohl k setrvání klubu v nejvyšší anglické lize. I díky tomu londýnský klub uplatnil opci a s hráčem podepsal v červenci 2020 čtyřletou smlouvu. Jednalo se o nejdražší přestup z české ligy, Slavia za Součka získala údajně 521 milionů Kč. V srpnu 2020 získal ocenění Zlatý míč České republiky.

#### Sezóna 2020/21
Souček začal sezónu 2020/21 jako stabilní člen základní sestavy West Hamu. Dne 7. listopadu vstřelil jediný gól zápasu proti Fulhamu a do konce roku 2020 přidal ještě tři další branky, a to v zápasech proti Manchesteru United, Leedsu United a Brightonu. Souček v prosinci suverénně ovládl podzimní část ankety Zlatý míč České republiky před druhým obráncem Vladimírem Coufalem. 1. ledna 2021 vstřelil Souček první gól roku 2021 v celé Premier League, a to když jediným gólem zápasu rozhodl utkání proti Evertonu v Goodison Parku. 26. ledna vstřelil dvě branky v zápase proti Crystal Palace a výrazně pomohl k výhře 3:2. 6. února, v nastavení zápasu proti Fulhamu, byl Souček kontroverzně vyloučen za neúmyslný úder loktem do obličeje Aleksandara Mitroviće; rozhodnutí rozhodčího Mikea Deana bylo zkritizováno Součkovými spoluhráči, trenérem Davidem Moyesem či bývalým anglickým reprezentantem Garym Linekerem. West Ham se po zápase odvolal proti vyloučení, které většina expertů označila jako naprosto nesmyslné. 8. února příslušná komise klubu dala za pravdu a zrušila trest na tři zápasy. Souček v březnu 2021 suverénně vyhrál anketu FAČR o českého Fotbalistu roku a obhájil premiérové vítězství. V sezóně 2020/21 nevynechal v zápasech Premier League ani jednu minutu, když nastoupil do všech 38 zápasů a vstřelil 10 branek; stal se tak nejlepším střelcem klubu v sezóně (společně s Michailem Antoniem). Souček získal za své výkony v sezóně 2020/21 ocenění pro nejlepšího hráče klubu podle fanoušků. Také byl v konečné osmičlenné nominaci pro nejlepšího hráče celé sezóny Premier League. V červenci 2021 suverénně vyhrál novinářskou anketu Zlatý míč České republiky o nejlepšího fotbalistu sezony a obhájil premiérové vítězství.

#### Sezóna 2021/22
V prvním zápase sezóny 2021/22 pomohl vstřeleným gólem k výhře 4:2 nad Newcastlem United. 12. ledna 2022 chyběl poprvé v základní sestavě West Hamu v zápase Premier League od března 2020. Do zápasu proti Norwichi nenastoupil, protože byl pozitivně testován na covid-19. 27. února, v den svých 27. narozenin, rozhodl gólem o výhře 1:0 nad Wolverhamptonem Wanderers. 17. března se střelecky prosadil v odvetě osmifinále Evropské ligy proti španělské Seville a gólem na 1:0 poslal zápas do prodloužení. V něm dal na konečných 2:0 Ukrajinec Jarmolenko, a posunul tak West Ham do čtvrtfinále soutěže. Anglický celek došel až do semifinále Evropské ligy, v něm ale nestačili na německý Frankfurt, se kterým West Ham dvakrát prohrál 1:2 a 0:1. V sezóně 2021/22 nastoupil dohromady do 51 soutěžních utkání a vstřelil 6 branek.

#### Sezóna 2022/23
Dne 25. srpna 2022 Souček gólem a asistencí rozhodl o výhře 3:0 nad dánským Viborgem ve čtvrtém předkole Konferenční ligy. O šest dní později vstřelil i svou první ligovou branku v sezóně, a to při remíze 1:1 s Tottenhamem Hotspur. Dne 18. května 2023 postoupil Souček s West Hamem do finále Konferenční ligy po dvou výhrách nad AZ Alkmaar. Dne 7. června 2023 odehrál Souček celé finálové utkání Konferenční ligy proti Fiorentině v pražském Edenu. West Ham získal první trofej po 43 letech díky vítězství 2:1. V sezóně 2022/23 patřil Souček opět ke klíčovým hráčům londýnského klubu, nastoupil do 50 utkání a vstřelil 3 branky. V červnu 2023 potřetí v kariéře vyhrál novinářskou anketu Zlatý míč České republiky.

#### Sezóna 2023/24
Souček začal i sezónu 2023/24 jako stabilní hráč základní sestavy West Hamu. 3. prosince vedl Souček West Ham poprvé jako kapitán do ligového utkání proti Crystal Palace. V prosinci Souček suverénně ovládl podzimní část Zlatého míče České republiky. Dne 1. ledna 2024 podepsal s klubem novou smlouvu do roku 2027. Dne 18. března potřetí Souček vyhrál anketu Fotbalista roku. V dresu West Hamu odehrál Souček v sezóně 52 soutěžních utkání, vstřelil 10 branek a patřil ke klíčovým hráčům klubu, který skončil v Premier League na konečné 9. příčce. V červenci 2024 počtvrté vyhrál novinářskou anketu Zlatý míč o nejlepšího českého fotbalistu sezony. V dubnu 2024 získal ocenění v anketě Sportovec kraje Vysočina roku 2023 v kategorii „Sportovní výkon roku“.

## Reprezentační kariéra
Souček nastupoval v českých mládežnických reprezentacích U19, U20 a U21. Trenér Vítězslav Lavička jej v červnu 2017 vzal na Mistrovství Evropy hráčů do 21 let v Polsku. Český tým obsadil se třemi body 4. místo v základní skupině C.
V české seniorské reprezentaci Souček debutoval 15. listopadu 2016 v přátelském zápase proti Dánsku (remíza 1:1). Svůj první reprezentační gól vstřelil v přátelském utkání do sítě Islandu (výhra 2:1). Svůj další gól vstřelil v přátelském zápase proti ruské reprezentaci (prohra 5:1). Po tomto utkání přišel k reprezentačnímu týmu kouč Šilhavý, pod kterým se Souček stal jedním z nejvíce vytížených hráčů. Jako jeden ze dvou hráčů (druhým byl obránce Čelůstka) odehrál veškerá utkání v kvalifikaci na Euro 2020. V kvalifikaci vstřelil svůj první soutěžní gól za českou reprezentaci, a to 10. září 2019 do sítě Černé Hory.
Dne 24. března 2021 zaznamenal hattrick v zápase kvalifikace na mistrovství světa proti Estonsku (výhra 6:2). V následujícím zápase (remíza 1:1 s Belgií) byl poprvé kapitánem reprezentačního výběru. V květnu 2021 byl nominován na závěrečný turnaj EURO 2020, ve kterém dovedl český výběr až do čtvrtfinále, ve kterém Češi po výsledku 1:2 vypadli s Dánskem. Po turnaji se stal Souček novým kapitánem českého mužstva poté, co Vladimír Darida oznámil ukončení své reprezentační kariéry.
Dne 24. března 2022 odehrál celé utkání semifinále play-off o postup na mistrovství světa proti Švédsku, Češi utkání prohráli 0:1 po prodloužení.
V říjnu a listopadu 2023 se Souček prosadil ve třech po sobě jdoucích zápasech české reprezentace v kvalifikaci na EURO 2024 a výrazně se tak podílel na postupu na závěrečný šampionát.
V červnu 2024 byl jako kapitán nominován novým trenérem Ivanem Haškem na EURO 2024. 26. června se Souček střelecky prosadil při prohře 1:2 v závěrečném utkání základní skupiny proti Turecku. Češi na turnaji získali jen jeden bod a nepostoupili do vyřazovací fáze.

## Osobní život
Jeho fotbalovým vzorem je španělský záložník Cesc Fàbregas.

## Statistiky

### Klubové
K 26. listopadu 2023
| Klub                    | Sezóna  | Liga                 | Liga   | Liga | Národní pohár | Národní pohár | Ligový pohár | Ligový pohár | Evropské poháry | Evropské poháry | Ostatní | Ostatní | Celkem | Celkem |
| Klub                    | Sezóna  | Liga                 | Zápasy | Góly | Zápasy        | Góly          | Zápasy       | Góly         | Zápasy          | Góly            | Zápasy  | Góly    | Zápasy | Góly   |
| ----------------------- | ------- | -------------------- | ------ | ---- | ------------- | ------------- | ------------ | ------------ | --------------- | --------------- | ------- | ------- | ------ | ------ |
| Slavia Praha            | 2015/16 | Fortuna:Liga         | 29     | 7    | 2             | 0             | —            | —            | —               | —               | —       | —       | 31     | 7      |
| Slavia Praha            | 2016/17 | Fortuna:Liga         | 7      | 0    | 1             | 0             | —            | —            | 5               | 0               | —       | —       | 13     | 0      |
| Slavia Praha            | 2017/18 | Fortuna:Liga         | 27     | 3    | 4             | 0             | —            | —            | 8               | 0               | —       | —       | 39     | 3      |
| Slavia Praha            | 2018/19 | Fortuna:Liga         | 34     | 13   | 2             | 3             | —            | —            | 13              | 2               | —       | —       | 49     | 18     |
| Slavia Praha            | 2019/20 | Fortuna:Liga         | 17     | 8    | 0             | 0             | —            | —            | 8               | 2               | 1       | 2       | 26     | 12     |
| Slavia Praha            | Celkem  | Celkem               | 114    | 31   | 9             | 3             | —            | —            | 34              | 4               | 1       | 2       | 158    | 40     |
| Viktoria Žižkov (host.) | 2014/15 | Fortuna:Národní liga | 14     | 0    | 0             | 0             | —            | —            | —               | —               | —       | —       | 14     | 0      |
| Slovan Liberec (host.)  | 2016/17 | Fortuna:Liga         | 12     | 0    | 1             | 0             | —            | —            | —               | —               | —       | —       | 13     | 0      |
| West Ham (host.)        | 2019/20 | Premier League       | 13     | 3    | —             | —             | —            | —            | —               | —               | —       | —       | 13     | 3      |
| West Ham                | 2020/21 | Premier League       | 38     | 10   | 3             | 0             | 0            | 0            | —               | —               | —       | —       | 41     | 10     |
| West Ham                | 2021/22 | Premier League       | 35     | 5    | 3             | 0             | 2            | 0            | 11              | 1               | —       | —       | 51     | 6      |
| West Ham                | 2022/23 | Premier League       | 36     | 2    | 3             | 0             | 0            | 0            | 11              | 1               | —       | —       | 50     | 3      |
| West Ham                | 2023/24 | Premier League       | 12     | 4    | 0             | 0             | 2            | 1            | 4               | 1               | —       | —       | 18     | 6      |
| West Ham                | Celkem  | Celkem               | 134    | 24   | 9             | 0             | 4            | 1            | 26              | 3               | 0       | 0       | 173    | 28     |
| Celkem                  | Celkem  | Celkem               | 273    | 55   | 19            | 3             | 4            | 1            | 60              | 7               | 1       | 2       | 362    | 68     |

### Reprezentační
| Česko                | Česko  | Česko |
| Rok                  | Zápasy | Góly  |
| -------------------- | ------ | ----- |
| 2016                 | 1      | 0     |
| 2017                 | 7      | 1     |
| 2018                 | 8      | 1     |
| 2019                 | 9      | 1     |
| 2020                 | 5      | 1     |
| 2021                 | 16     | 4     |
| 2022                 | 10     | 1     |
| 2023                 | 10     | 3     |
| Celkem               | 66     | 12    |
| Platí k 26. 11. 2023 |        |       |

#### Reprezentační góly
Skóre a výsledky Česka jsou vždy zapisovány jako první.
| Gól | Datum              | Místo                                      | Soupeř          | Skóre | Výsledky | Soutěž                                            |
| --- | ------------------ | ------------------------------------------ | --------------- | ----- | -------- | ------------------------------------------------- |
| 1.  | 8. listopadu 2017  | Duhail Stadium, Dauhá, Katar               | Island          | 1:0   | 2:1      | Přátelský zápas                                   |
| 2.  | 10. září 2018      | Rostov Arena, Rostov, Rusko                | Rusko           | 1:3   | 1:5      | Přátelský zápas                                   |
| 3.  | 10. září 2019      | Stadion Pod Goricom, Podgorica, Černá Hora | Černá Hora      | 1:0   | 3:0      | Kvalifikace na Mistrovství Evropy 2020            |
| 4.  | 18. listopadu 2020 | Doosan Arena, Plzeň, Česko                 | Slovensko       | 1:0   | 2:0      | Liga národů UEFA 2020/2021                        |
| 5.  | 24. března 2021    | Arena Lublin, Lublin, Polsko               | Estonsko        | 3:1   | 6:2      | Kvalifikace na Mistrovství světa 2022             |
| 6.  | 24. března 2021    | Arena Lublin, Lublin, Polsko               | Estonsko        | 4:1   | 6:2      | Kvalifikace na Mistrovství světa 2022             |
| 7.  | 24. března 2021    | Arena Lublin, Lublin, Polsko               | Estonsko        | 5:1   | 6:2      | Kvalifikace na Mistrovství světa 2022             |
| 8.  | 11. listopadu 2021 | Andrův stadion, Olomouc, Česko             | Kuvajt          | 4:0   | 7:0      | Přátelský zápas                                   |
| 9.  | 29. března 2022    | Cardiff City Stadium, Cardiff, Wales       | Wales           | 1:0   | 1:1      | Přátelský zápas                                   |
| 10. | 15. října 2023     | Doosan Arena, Plzeň, Česko                 | Faerské ostrovy | 1:0   | 1:0      | Kvalifikace na Mistrovství Evropy ve fotbale 2024 |
| 11. | 17. listopadu 2023 | Národní stadion, Varšava, Polsko           | Polsko          | 1:1   | 1:1      | Kvalifikace na Mistrovství Evropy ve fotbale 2024 |
| 12. | 20. listopadu 2023 | Andrův stadion, Olomouc, Česko             | Moldavsko       | 3:0   | 3:0      | Kvalifikace na Mistrovství Evropy ve fotbale 2024 |

## Ocenění

### Klubová

#### Slavia Praha
- 1. česká fotbalová liga: 2016/17, 2018/19, 2019/20
- Pohár FAČR: 2017/18, 2018/19

#### West Ham United
- Konferenční liga UEFA: 2022/23

### Individuální
- Český fotbalista roku: 2019,[157] 2020,[158] 2023[130]
- Zlatý míč České republiky: 2020,[159] 2021,[160] 2023,[124] 2024[133]
- Hráč roku West Hamu United podle fanoušků: 2020/21[103]
- Stříbrná medaile Jana Masaryka: 2021[161]